# Managua-tó
A Managua-tó (spanyol: Lago de Managua, vagy gyakran: Lago Xolotlán)  Nicaragua területén található, az ország fővárosa mellett, Managuától északra.
Nevét a spanyol konkvisztádoroktól kapta: "Mangue" (a Mánkeme törzsek nevéből) és "Agua" ("víz").
Területe 1024 km², max. hosszúsága 65 km, max. szélessége 25 km. Vízszintje 39 méter tszf. magasságban van.
Észak felől több kisebb-nagyobb folyó táplálja, fölös vizét a Tipitapa folyó vezeti le a Nicaragua-tóba.
Sokak szerint Közép-Amerika legszennyezettebb tava.

## Fordítás
- Ez a szócikk részben vagy egészben  a   Lake Managua című angol Wikipédia-szócikk fordításán alapul.  Az eredeti cikk szerkesztőit annak laptörténete sorolja fel. Ez a jelzés csupán a megfogalmazás eredetét és a szerzői jogokat jelzi, nem szolgál a cikkben szereplő információk forrásmegjelöléseként.